# Băcan (nume)
Băcan este un nume de familie românesc.

## Etimologie
B.P. Hașdeu indica pentru substantivul "băcan" o etimologie turanică din turcul bakal "negustor de coloniale" tras din arabul bakkal "negustor de legume". Lazăr Șăineanu identifica și el două sensuri pentru cuvântul "băcan": fie o tinctură roșie folosită de femei pentru dresul feței, fie un arbore brazilian din care se extrăgea o tinctură pentru roșitul ouălor de Paște. Pentru el originea substantivului "băcan" era din cumanul "bachan", lemn de Brazilia ori tinctura roșie, termen cuman tras din arabul " bakkan" cu același înțeles. Mai recent Nicolae Suciu ne preciza că deși moldovenismul "bacal"- negustor reda mai bine turcismul "bakal", forma munteană "băcan", trecută și în Ardeal avea să devină forma literară a limbii române.
Semnalăm și noi un fapt interesant, anume că-n greaca actuala la băcănie se zice "Bachanalia" iar la băcan se zice "mpakales". Legat de asta remarcăm că Hașdeu ne spunea că forma munteană "băcan" ar fi fost introdusă la noi prin negustorii greci veniți de la sudul Dunării. De fapt Hașdeu îi considera pe greci a fi primii băcani în spațiul valah și tot el exemplifica diferența dintre muntenismul "băcan" și moldovenismul "bacal".
Astfel in actul datat 1669, Iași se vorbea de "Petco bacalul și Gheorghie But bacal", negustori ce se iscăleau grecește, în vreme ce "Condica vistieriei lui Brîncoveanu " din 1693 pomenea de " untul ce au dat băcanii, care s-a trimis la Dârstor, la capichehaia hanului.
Dacă am concluziona în acest moment am observa că termenul "băcan" ne trimite cert spre o origine turanică, indiferent că sensul său e fie de "negustor" fie de "tinctura roșie" și indiferent de faptul că un sens a putut fi intermediat de greci iar celălalt a venit direct de la cumani.